# Milew
Milew (prononciation : [ˈmilɛf]) est un village polonais de la gmina de Kałuszyn dans le powiat de Mińsk de la voïvodie de Mazovie dans le centre-est de la Pologne.
Il se situe à environ 10 kilomètres à l'est de Kałuszyn (siège de la gmina), 27 kilomètres à l'est de Mińsk Mazowiecki (siège du powiat) et à 65 kilomètres à l'est de Varsovie (capitale de la Pologne).

## Histoire
De 1975 à 1998, le village appartenait administrativement à la voïvodie de Siedlce.